# (36004) 1999 NB25
1999 NB25 (asteroide 36004) é um asteroide da cintura principal. Possui uma excentricidade de 0.18109530 e uma inclinação de 3.46853º.
Este asteroide foi descoberto no dia 14 de julho de 1999 por LINEAR em Socorro.